# Люси Юинг
Люси Энн Юинг Купер (англ. Lucy Ann Ewing Cooper) — персонаж длительного американского телесериала «Даллас». Роль Люси исполняет актриса Шарлин Тилтон начиная с пилотного эпизода, вышедшего 2 апреля 1978 года. Персонаж был одним из основных героев в первые годы существования, и единственным несовершеннолетним в основном составе шоу, повествующего о жизни богатой семьи Юингов в городе Даллас, штат Техас. Шарлин Тилтон исполняла свою роль на протяжении первых восьми сезонов, и покинула сериал в 1985 году. Она вернулась в конце одиннадцатого сезона в 1988 году и была одним из основных героев двенадцатого сезона. Тилтон в конце концов в очередной раз покинула шоу в апреле 1990 года.
Сюжетные линии Люси с первых сезонах акцентировались на её скандальных выходках, в том числе совращение взрослого рабочего на ранчо и прогулы школы, а также роман с ровесником-геем. Также значительное внимание уделялось её разлуки с матерью и отцом, Вэлин и Гэри Юингами, которых прогнал из города Джей Ар.
На волне успеха сериала, Люси и Шарлин Тилтон рассматривались в прессе в качестве секс-символа. Особого успеха персонаж достиг в 1981 году, когда Люси выходила замуж за мед студента Митча Купера. Эпизод свадьбы героев привлек к экранам 65 миллионов американских зрителей, что делает сюжет не только одним из наиболее успешных в сериале, но и одним из наиболее наблюдаемых в истории телевидения. Тем временем Люси прочно вошла в американскую культуру и в последующие годы пародировалась в таких шоу как Saturday Night Live.
За исполнение роли Люси Юинг, Шарлин Тилтон в 1980 году выиграла премию «Молодой актёр» за лучшую женскую роль на телевидении. В 2000 году она получила специальную премию за карьерные достижения в качестве молодого артиста. В дополнение к этому она, вместе с другими основными актёрами, получила немецкую премию «Бэмби» в 1987 году, а в 2006 году была отмечена специальной наградой от TV Land за вклад в популярную культуру.
В 2010 году кабельный канал TNT начал разработку одноимённого продолжения «Далласа». Продолжение в основном сосредоточено на новом поколении Юингов, хотя ряд героев оригинального сериала занимают важное место в нём. В одноимённом телесериале 2012 года, Тилтон вернулась к своей роли Люси, хотя персонаж в нём занимает не столь важное место. Тилтон в 2011 году заявляла, что очень хочет вернуться в шоу, и в итоге продюсеры взяли её в пилотный эпизод, однако персонаж появляется лишь в камео на свадьбе Ребекки и Кристофера Юингов. Участие Тилтон в сериале-продолжении ограничено в основном периодическими комедийными появлениями, а личная жизнь Люси и вовсе не показывается. Тем не менее известно, что Люси, в последний момент уехавшая с Митчем в Италию, во второй раз развелась с ним, и теперь живёт одна в Далласе.
Персонаж не появляется в финале оригинального сериала, однако позже упоминается в телефильме 1996 года «Даллас: Джей Ар возвращается», хотя и не присутствует на экране. Также Люси появляется в одном из эпизодов сериала «Тихая пристань», спин-оффа «Далласа», в котором фигурируют её родители.